# 圣加理多堂
圣加理多堂 (義大利語：Chiesa di San Calisto)是一座罗马天主教教堂，位于意大利罗马特拉斯提弗列区的圣加理多广场（Piazza di S. Calisto）6号。供奉教宗加理多一世(217-222) 。
该堂位于教宗加理多一世殉道的地点。原建筑可追溯到額我略三世时期，这位教宗下令在此建堂。该堂曾两次重建，第一次在12世纪，第二次在1610年。1458年，教宗加理多三世将该堂定为领衔堂区，为枢机主教驻地。
现任枢机司铎是威廉·艾伊克。

## 建筑
17世纪立面刻有保禄五世的纹章。堂内有一个通廊，两侧各有一个小堂。右侧小堂有吉安·洛伦佐·贝尼尼雕刻的两个天使。左侧小堂有教宗加理多一世殉道的深坑。正祭台壁画为圣加理多的荣耀。